# Vinko Štefanac
Vinko Štefanac (Zagreb, 21. svibnja 1969.), hrvatski kazališni,  filmski, televizijski glumac i voditelj.

## Filmografija

### Televizijske uloge
- "U dobru i zlu" kao sanitarni inspektor (2024.)
- "Prava žena" kao policijski inspektor (2017.)
- "Larin izbor" kao policajac Frane (2012.)
- "Najbolje godine" kao inspektor Milan (2011.)
- "Zakon ljubavi" kao Kristijan Grgić (2008.)
- "Ponos Ratkajevih" kao Krešo Obad (2007. – 2008.)
- "Obični ljudi" kao Marko Nemet (2006.)

### Voditeljske uloge
- "Rat bendova" (2009. – 2010.)
- "Super Milijunaš" (2006. – 2010.)
- "OBN Music Talents" (2005.)
- "Hrvatski Idol" (2004.)
- "Story Supernova Music Talents" (2003.)
- "Story Supernova" (2002.)
- "Vipme Fun Club" (2001.)

### Filmske uloge
- "The Conversation" kao Vladimir Bakarić (2022.)
- "Čovjek ispod stola" kao Geometrov pomoćnik (2009.)
- "Ne dao Bog većeg zla" kao policajac (2002.)
- "Nit života" kao Lima (2000.)
- "Četverored" kao Franjo Marek (1999.)
- "Crvena prašina" kao 1. vojni policajac (1999.)
- "Tri muškarca Melite Žganjer" kao TV voditelj (1998.)
- "Novogodišnja pljačka" kao pljačkaš pošte (1997.)
- "Djed i baka se rastaju" kao Branimirov pomoćnik (1996.)
- "Prepoznavanje" kao mladić u kafiću (1996.)
- "Isprani" (1995.)
- "Zločin i kazna" (1994.)
- "Prolazi sve" (1994.)

### Sinkronizacija
- "Ja sam Frankie" kao Clarence Kingston (2024.)
- "Kuća glasne obitelji Glasnić" kao Lynn Glasnić stariji (2023.)
- "Domaća ekipa" kao komentator #1, reporter #3, glas na talefonu, Dan Patrick i Lionel (2022.)
- "Hotel Transilvanija: Transformanija" (2022.)
- "Obitelj Mitchell protiv strojeva" (2021.)
- "Mini heroji" (2020.)
- "Pokémon: Mewtwo uzvraća udarac – Evolucija" kao pripovjedač (2020.)
- "Ratovi zvijezda: Ratovi klonova" kao Obi-Wan Kenobi, Klonovski vojnici i Pre Vizsla (2020.)
- "Lego prijatelji: Djevojke na zadatku" kao Carter Greene i ostali sporedni likovi (2020.)
- "Ekipa za 6 (serija)" kao Alistair Krei (2020.)
- "Naprijed" kao Veljko Lakonog (2020.)
- "Kapetan Sabljozubi i magični dijamant" kao gusari Dugonja i Prpa (2020.)
- "Lavlja straža" kao Pua, Thurston (EP05), Mbeya, Ushari, Muhangus, Mjomba, vodenkonj i slon (2020.)
- "Power Rangers Beast Morphers" kao beastbot Jax (2019.)
- "Snježno kraljevstvo 2" kao vođa Nortuldri (2019.)
- "Elena od Avalora" kao Migs, Viktor Delgado, Julio (dijalog), Kralj Toshi od Satua, Sudac u rupometu i mačevanju, Olivijin otac Alex, Antonio Agama i Pablo Agama (2019.)
- "Sofija Prva" kao Grimtrix (3. – 4. sezona), Grof Barnstorm, Sir Jaxon i Kralj Philip (3. sezona) i Orion (4. sezona) (2018. – 2020.)
- "Soy Luna" kao Miguel Valente (2018.)
- "Petar Zecimir" kao Chris (2018.)
- "Miraculous- Pustolovine Bubamare i Crnog Mačka" kao Gabriele Agreste/Leptir Noći (2018.)
- "Spužva Bob Skockani" kao Coupe i ostali likovi (2018.)
- "See Dad Run" kao Marcus (2018.)
- "Instant Mom" kao Charlie Phillips (2018.)
- "Legende o skrivenom hramu" kao narednik (2017.)
- "Moj Mali Poni: Prijateljstvo je čarolija" (Livada Produkcija sink., RTL Kockica) (2017.)
- "Majstor Mato" kao Vili Maglić (2017.)
- "Bansen je zvijer" kao Bob (2017.)
- "Čudnovili roditelji" kao Clark Carmichael (2016. – 2017.)
- "Rock'n'roll škola" kao Mr. Fox (2016.)
- "Kuća obitelji Glasnić" kao Lynn Glasnić stariji (2016.)
- "Sanjay i Craig" kao Mike O'Malley (2016.)
- "Doktorica Pliško" kao vojnik (2016.)
- "Violetta" (2016.)
- "Bella i buldozi" kao Colonel Dixon (2016.)
- "Henry Opasan" kao Dirk (2016.); Bušozub/Bušiprst/Prstobušilica (2017.); Mark (2019.); mađioničar Stu, kradljivac Chapinog mobitela i gradonačelnik Neighbourvillea (2020.)
- "Ratovi zvijezda: Pobunjenici" (2015. – 2016.)
- "Svemoguća Kim" kao Tata Svemoćni (2015.)
- "Pustolovine braće Kratt" kao Martin Kratt

## Vanjske poveznice
- Vinko Štefanac u internetskoj bazi filmova IMDb-u (engl.)